# Моррисон, Элли
Элвин Рой «Элли» Моррисон (англ. Alvin Roy "Allie" Morrison; 29 июня 1904, Маршалтаун, Айова, США — 18 апреля 1966, Омаха, Небраска, США) — американский борец вольного стиля, чемпион Олимпийских игр, трёхкратный чемпион США (1926—1928) по вольной борьбе.

## Биография
Родился в 1904 году в Миддлтауне, штат Айова, в семье железнодорожника Этана Аллена Моррисона и его жены Сары Джин Моррисон. В школе занимался различными видами спорта, в том числе и борьбой, был дважды чемпионом штата среди студентов колледжа. Участвовал в отборочных соревнованиях для участия в  Летних Олимпийских играх 1924 года, но проиграл. Утверждается, в ходе этих соревнований Элли Моррисон потерпел единственное поражение в официальных схватках.
Уже с 1925 года он, будучи студентом, тренировал команду борцов своего колледжа.
Первую награду за пределами штата выиграл в 1926 году, победив на национальном чемпионате. Он был замечен представителями Иллинойсского университета, которые пригласили его учиться в нём, и несмотря на протесты поклонников в Айове и предложение университета Айовы, Элли Моррисон перебрался в Иллинойс. Обучаясь в университете, он продолжал занятия борьбой, а также играл в футбол за Fighting Illini. Выиграв в 1928 году национальный чемпионат, был отобран для участия в олимпиаде. Перед отправкой команда США проходила сборы в Вест-Пойнте.
В 1927 году Элли Моррисон женился и на Олимпиаду отправился с молодой женой.
На Летних Олимпийских играх 1928 года в Амстердаме боролся в категории до 61 килограмма; титул оспаривали 9 человек. Турнир в вольной борьбе проводился по системе с выбыванием из борьбы за чемпионский титул после поражения, с дальнейшими схватками за второе и третье места. Схватка продолжалась 20 минут и если победитель не выявлялся в это время, назначался дополнительный 6-минутный раунд борьбы в партере. В категории боролись 12 спортсменов.
| Круг          | Соперник          | Страна    | Результат | Основание | Время схватки |
| ------------- | ----------------- | --------- | --------- | --------- | ------------- |
| 1             | -                 | -         | -         | -         | -             |
| Четвертьфинал | Пьер Брессинк     | Бельгия   | Победа    | По очкам  | -             |
| Полуфинал     | Кустаа Пихлаямяки | Финляндия | Победа    | По очкам  | -             |
| Финал         | Ханс Миндер       | Швейцария | Победа    | По очкам  | -             |

2 марта 1929 года был вынужден оставить карьеру из-за перелома позвонка. После окончания карьеры в большом спорте стал тренером по борьбе и американскому футболу . В 1930 году он окончил университет и начал работать в Пенсильванском университете. В Филадельфии у него родилась дочь, и вскоре семья перебралась в Омаху, где Элли Моррисон и прожил оставшуюся жизнь. Был тренером по борьбе и футболу в Doane College, затем в Центральной школе Омахи, и его команда стала четырёхкратным чемпионом штата.
Принимал участие во Второй мировой войне, служил во флоте, в качестве унтер-офицера. После окончания войны тренировал в Университете Небраски. Умер в 1966 году.
Принят в Зал славы борьбы США в 1993 году, а также в несколько залов славы различных учебных заведений. Имя Элли Моррисона носит школа в Мидлтауне.